# Santiago Gamboa
Santiago Gamboa Samper (* 30. prosince 1965 Bogotá) je kolumbijský spisovatel a novinář.

## Život
Studoval na Pontificia Universidad Javeriana v Bogotě, pak odešel do Evropy a získal diplom z filologie na Universidad Complutense de Madrid a z literární vědy na Pařížské univerzitě. Byl redaktorem Radio France Internationale, přispíval do kolumbijských periodik El Tiempo, Cambio a Cromos, pracoval pro UNESCO a pro kolumbijskou ambasádu v Indii. Žije v Římě.
Je zastoupen v antologii McOndo, v níž nastupující generace latinskoamerických spisovatelů reagovala na odeznívající boom magického realismu; jejich texty využívaly prvky kosmopolitní popkultury a naturalisticky zobrazovaly život moderních velkoměst. Knihy Santiaga Gamboy byly přeloženy do sedmnácti jazyků. V češtině vyšly detektivka s prvky černého humoru Prohrávat se musí umět a román Nekropolis, fikce o sjezdu životopisců volně inspirovaná Dekameronem. Za Nekropolis získal Gamboa v roce 2009 ocenění Premio La Otra Orilla. Český rozhlas vysílal jeho povídku Takových věcí je v životě plno v podání Simony Postlerové.
Knihu Prohrávat se musí umět zfilmoval v roce 2004 kolumbijský režisér Sergio Cabrera.

## Dílo
- 1995 Páginas de vuelta
- 1997 Perder es cuestión de método (česky Prohrávat se musí umět, přeložila Šárka Holišová, Mladá fronta 2004, ISBN 80-204-1086-4)
- 2000 Vida feliz de un joven llamado Esteban
- 2001 Los impostores
- 2002 Octubre en Pekín
- 2004 El cerco de Bogotá
- 2005 El síndrome de Ulises
- 2008 Hotel Pekin
- 2009 Necrópolis (česky Nekropolis, přeložil Aleš Hurdálek, Host 2012, ISBN 978-80-7294-589-4)
- 2012 Plegarias nocturnas
- 2014 Una casa en Bogotá
- 2014 La guerra y la paz
- 2016 Volver al oscuro valle
- 2017 Ciudades al final de la noche
- 2019 Será larga la noche
- 2021 Colombian Psycho